# Londoner Konferenz (1830)

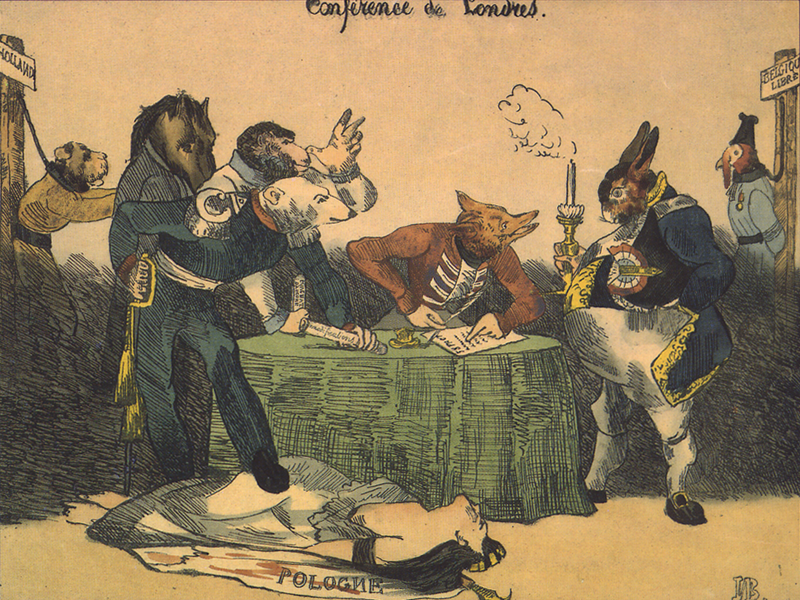
Conférence de Londres. Handkolorierte Lithographie eines unbekannten Künstlers nach einer Vorlage von Honoré Daumier aus dem Jahr 1832. Karikatur zur Konferenz von London 1830: Der Hase (Frankreich), der Fuchs (Großbritannien), der Affe (Österreich), das Pferd (Preußen) und der Eisbär (Russland, mit dem Fuß auf dem am Boden liegenden Polen) verhandeln über die Zukunft Belgiens und der Niederlande (der angekettete Löwe und der Hahn)

Auf der Londoner Konferenz erkannten die europäischen Großmächte Großbritannien, Frankreich, Österreich, Preußen und Russland die Unabhängigkeit Belgiens nach der belgischen Revolution an, was in den Protokollen vom 20. Dezember 1830 und 20. Januar 1831 dokumentiert wurde. Später geschlossene Verträge bestätigten diese Vereinbarungen. 

## Vorgeschichte
Die Londoner Konferenz von 1830 fand vor dem Hintergrund der Belgischen Revolution statt und war eine diplomatische Reaktion auf die politischen Umwälzungen in den Niederlanden. Die Vorgeschichte der Konferenz reicht zurück bis zum Wiener Kongress von 1815, auf dem die europäischen Großmächte nach den Napoleonischen Kriegen die politische Ordnung des Kontinents neu strukturierten. In diesem Rahmen wurde die Vereinigung der nördlichen Niederlande mit den ehemaligen Österreichischen Niederlanden beschlossen, wodurch das Vereinigte Königreich der Niederlande unter König Wilhelm I. entstand. Diese Maßnahme diente in erster Linie dem Ziel, einen starken Pufferstaat gegen Frankreich zu schaffen.
Die Vereinigung erwies sich jedoch als problematisch, insbesondere für die Bevölkerung der südlichen Provinzen, dem heutigen Belgien. Zwischen den beiden Landesteilen bestanden erhebliche kulturelle, religiöse, sprachliche und wirtschaftliche Unterschiede. Die südlichen Provinzen waren mehrheitlich katholisch, während im Norden der Protestantismus vorherrschte. Auch sprachlich dominierten in Belgien Französisch und Flämisch, während in den nördlichen Provinzen Niederländisch gesprochen wurde. Hinzu kamen politische Spannungen: Die belgische Bevölkerung fühlte sich im neuen Staatswesen benachteiligt, sowohl in der politischen Repräsentation als auch in der Verwaltung. Wirtschaftliche Interessen kollidierten ebenfalls, da die stärker industrialisierten südlichen Provinzen unter der liberalen niederländischen Wirtschaftspolitik litten.
Diese Unzufriedenheit kulminierte im August 1830 in einem Aufstand in Brüssel, der sich rasch zur landesweiten Belgischen Revolution entwickelte. Bereits im Oktober desselben Jahres rief Belgien seine Unabhängigkeit von den Niederlanden aus. Der Versuch König Wilhelms I., die Rebellion mit militärischen Mitteln niederzuschlagen, scheiterte.
Zur Verhinderung einer weiteren Eskalation und möglicher kriegerischer Auseinandersetzungen in Europa beriefen die fünf Großmächte – Großbritannien, Frankreich, Preußen, Österreich und Russland – im November 1830 eine internationale Konferenz in London ein. Ziel war es, eine diplomatische Lösung für die sogenannte „Belgien-Frage“ zu finden und das europäische Gleichgewicht der Mächte zu wahren.

## Streitpunkte der Konferenz
Auf der Londoner Konferenz von 1830 sollten zentrale Fragen im Zusammenhang mit der belgischen Unabhängigkeit geklärt werden. Im Vordergrund stand die völkerrechtliche Anerkennung Belgiens als eigenständiger Staat sowie die Ausarbeitung der Bedingungen für eine friedliche Trennung von den Niederlanden. Dabei stellten sich unter anderem folgende Fragen:
1. Die territoriale Abgrenzung Belgiens: Es musste festgelegt werden, welche Gebiete zum neuen belgischen Staat gehören sollten. Besonders umstritten war die Frage der Zugehörigkeit Luxemburgs und Limburgs, da beide Territorien sowohl Ansprüche der Niederlande als auch der belgischen Revolutionäre berührten.
2. Die staatliche Souveränität Belgiens: Die Großmächte hatten zu entscheiden, ob Belgien als unabhängiger und neutraler Staat anerkannt werden sollte, oder ob ein anderer Status in Betracht gezogen werden könnte, beispielsweise als Teil einer Personalunion.
3. Die internationale Garantie der belgischen Neutralität: Zur Sicherung des europäischen Gleichgewichts wurde diskutiert, ob und wie die Neutralität Belgiens völkerrechtlich garantiert werden sollte. Diese Garantie war insbesondere für Großbritannien von strategischer Bedeutung.
4. Die dynastische Frage: Es musste eine Regelung getroffen werden, wer die belgische Krone übernehmen sollte. Dabei galt es zu verhindern, dass ein Kandidat gewählt würde, der das europäische Mächtegleichgewicht gefährden könnte – etwa durch enge Verbindungen zu Frankreich oder zu anderen rivalisierenden Großmächten.
5. Die wirtschaftlichen und finanziellen Konsequenzen der Trennung: Dazu gehörten unter anderem Fragen zur Aufteilung der Staatsschulden, zum Eigentum staatlicher Institutionen und zur künftigen Zoll- und Handelspolitik zwischen Belgien und den Niederlanden.

## Beschlüsse der Konferenz
Die Londoner Konferenz führte schrittweise zu mehreren wichtigen Beschlüssen, die den Grundstein für die staatliche Unabhängigkeit Belgiens legten. Diese Entscheidungen wurden in mehreren Etappen zwischen Ende 1830 und Anfang 1831 getroffen und kulminierten in der Formulierung der sogenannten "18 Artikel", die später zu den "24 Artikeln" überarbeitet wurden. Zu den wichtigsten Beschlüssen gehörten:
1. Anerkennung der Unabhängigkeit Belgiens: Die Großmächte erklärten Belgien zu einem unabhängigen und souveränen Staat. Diese Anerkennung erfolgte zunächst einseitig durch die Großmächte, ohne Zustimmung der Niederlande, die weiterhin auf eine Wiederherstellung der Union bestanden.
2. Internationale Garantie der Neutralität: Belgien sollte künftig ein neutraler Staat sein. Diese Neutralität wurde von den Großmächten garantiert und sollte Belgien vor militärischer Einmischung schützen. Gleichzeitig sollte Belgien sich verpflichten, keine aggressiven außenpolitischen Schritte zu unternehmen.
3. Territoriale Regelungen: Belgien erhielt die Kontrolle über den größten Teil des heutigen Staatsgebiets. Umstritten blieben jedoch die Gebiete Luxemburg und Limburg, deren endgültige Regelung vertagt wurde. Diese Frage wurde erst in den "24 Artikeln" vom Oktober 1831 genauer behandelt und später im Vertrag von London (1839) endgültig geregelt.
4. Dynastische Entscheidung: Um ein Gleichgewicht unter den Großmächten zu wahren, wurde beschlossen, dass kein Prinz eines der fünf Mächtehäuser (besonders Frankreichs oder Preußens) den belgischen Thron besteigen dürfe. Schließlich fiel die Wahl auf Leopold von Sachsen-Coburg und Gotha, der als außenpolitisch neutral galt. Er wurde im Juli 1831 als Leopold I. zum ersten König der Belgier gekrönt.
5. Wirtschaftliche und finanzielle Fragen: Die Aufteilung der Staatsschulden sowie Regelungen über wirtschaftliche Beziehungen zwischen Belgien und den Niederlanden wurden begonnen, aber erst in späteren Vereinbarungen konkretisiert. Auch hier wurde die endgültige Einigung erst im Londoner Vertrag von 1839 erzielt.

Die Beschlüsse der Konferenz stellten einen diplomatischen Kompromiss dar, der die Interessen der Großmächte miteinander in Einklang bringen sollte. Obwohl die Niederlande zunächst die Anerkennung Belgiens verweigerten, führten die Londoner Entscheidungen letztlich zur internationalen Etablierung des neuen belgischen Staates.

## Folgen und weitere Entwicklung
Trotz der Beschlüsse der Londoner Konferenz erkannte der niederländische König Wilhelm I. die belgische Unabhängigkeit zunächst nicht an und versuchte 1831, mit einem militärischen Einmarsch – der sogenannten Zehntagefeldzug – die Kontrolle über Belgien zurückzugewinnen. Der Vorstoß scheiterte jedoch am Widerstand der belgischen Armee und durch das Eingreifen französischer Truppen. Die Großmächte reagierten daraufhin mit einer endgültigen Neufassung der territorialen und politischen Regelungen in den sogenannten „24 Artikeln“, die Belgien akzeptierte, die Niederlande jedoch zunächst ablehnten. Erst nach weiteren diplomatischen Verhandlungen und unter wachsendem Druck der europäischen Mächte unterzeichneten die Niederlande 1839 den Vertrag von London, der die belgische Neutralität und die neuen Grenzen völkerrechtlich verbindlich festschrieb. Damit war die Unabhängigkeit Belgiens endgültig anerkannt, das Land wurde dauerhaft als neutraler Staat im europäischen Gleichgewicht verankert. Der Londoner Vertrag blieb bis zum deutschen Einmarsch 1914 eine tragende Säule der belgischen Außenpolitik.